# Charitopus mingoae
Charitopus mingoae är en stekelart som beskrevs av Sakhnov 1995. Charitopus mingoae ingår i släktet Charitopus och familjen sköldlussteklar. Inga underarter finns listade i Catalogue of Life.